# Art McNally Award
Der Art McNally Award ist eine seit 2002 jährlich vergebene Auszeichnung, welche vom ehemaligen Commissioner der National Football League (NFL), Paul Tagliabue, ausgerufen wurde. Er wird an NFL-Schiedsrichter vergeben, welche beispielhaft Professionalität, Engagement, Sportlichkeit und Führungsbereitschaft auf und abseits des Feldes zeigten.
Die Auszeichnung ist nach Art McNally benannt, welcher von 1959 bis 1967 Schiedsrichter in der NFL und Supervisor der Schiedsrichter der NFL zwischen 1968 und 1990 war.  Seit 1996 ist er der Assistent des Supervisors der Schiedsrichter. Tagliabue sagte über McNally: 

“Art McNally truly represented the qualities that are inscribed on the award.  His dedication to the game and his professionalism and class on and off the field set the standard.”

„Art McNally repräsentiert die Qualitäten, für welche diese Auszeichnung steht. Sein Engagement für das Spiel und seine Professionalität und Klasse auf und abseits des Feldes setzen den Standard.“

## Preisträger
Der Award wird jährlich am Tag des Pro Bowl verliehen.
| Jahr | Person          | Position                   |
| ---- | --------------- | -------------------------- |
| 2002 | Bob McElwee     | Referee                    |
| 2003 | Ben Montgomery  | Line Judge                 |
| 2004 | Tom Fincken     | Side Judge                 |
| 2005 | Gerald Austin   | Referee                    |
| 2006 | Larry Nemmers   | Referee                    |
| 2007 | Bill Lovett     | Field Judge                |
| 2008 | Bill Carollo    | Referee                    |
| 2009 | Bill Schmitz    | Back Judge                 |
| 2010 | Bob Lawing      | Back Judge                 |
| 2011 | Ron Baynes      | Line Judge                 |
| 2012 | Dick Creed      | Side Judge/Field Judge     |
| 2013 | Al Jury         | Field Judge                |
| 2014 | Pete Morelli    | Referee                    |
| 2015 | Red Cashion     | Referee                    |
| 2016 | Jerry Markbreit | Referee                    |
| 2017 | Jim Tunney      | Referee                    |
| 2018 | Ron Botchan     | Umpire                     |
| 2019 | Bill Leavy      | Referee                    |
| 2020 | Earnie Frantz   | Down Judge/Replay Official |
| 2021 | Dave Wyant      | Side Judge                 |
| 2022 | Byron Boston    | Line Judge                 |